# Are You Ready To Lock On?! ～livescope at the JCB Hall～
『Are You Ready To Lock On?! 〜livescope at the JCB Hall〜』为GARNET CROW的第六张LIVE DVD。2009年5月20日由GIZA studio发售。

## 解説
- 完全收录2008年8月16日・8月17日在JCB HALL举行的LIVE。
- 有同一天发售的单曲「Doing all right」的联动应招特典。
- 在当初预定时，规格设定为只有DVD一张、价格为3990日元。发售前2个月的3月28日，在官方网站上发表了对收录内容进行重新排版的消息，根据这个变成了收录2张DVD，发售价格变为了4500日元。
- 发售之后的当天公信榜排位为3位。最高位为3位。周间排位为4位（音乐类）、周间排位为10位（综合类）。

## 收录会場
JCB HALL

## 收录内容

### Disc 1
1. 最後の離島
2. 夏の幻
3. もう一度笑って
4. call my name
5. 水のない晴れた海へ
6. wish★
7. Endless Desire
8. 忘れ咲き
9. The first cry
10. 廻り道
11. 夢のひとつ
12. Mr. Holiday
13. 涙のイエスタデー
14. まぼろし
15. Holy ground

### Disc 2
1. Love is a Bird
2. 夢みたあとで
3. 世界はまわると言うけれど
4. 二人のロケット
5. 君の思い描いた夢 集メル HEAVEN
6. Argentina
7. 今宵エデンの片隅で

〜Encore〜
1. 向日葵の色
2. ふたり
3. スパイラル